# Sara (Lied)
Sara ist ein Pop-Rock- beziehungsweise Softrocksong von Starship aus dem Jahr 1985, der von den Österreichern Peter und Ina Wolf geschrieben wurde. Es erschien auf dem Album Knee Deep in the Hoopla und zählt zu den bekanntesten Songs der Band.

## Entstehung und Inhalt
Das Stück wurde am 3. Dezember 1985 als Single veröffentlicht und war nach We Built This City ein weiterer Nummer-eins-Hit der Band in den USA und Kanada. Der Text des mit Synthesizern untermalten balladesken Songs handelt von einer Trennung. Der Protagonist trauert der angesprochenen Person nach und befürchtet, „nie wieder ein solches Mädchen wie dich“ zu finden. Der Titel ist der damaligen Ehefrau des Starship-Sängers Mickey Thomas gewidmet.

## Musikvideo
Im Musikvideo spielen Rebecca De Mornay und Starship-Sänger Mickey Thomas mit. Die Handlung spielt auf einer Farm in den USA in den 1950er-Jahren und handelt ebenfalls vom Ende einer Beziehung. Am Ende wird die Farm von einem Tornado weggeblasen. Das Video wurde bei YouTube über 86 Millionen Mal abgerufen.

## Rezeption
In der Rubrik Oldie-Geschichten in der Radiosendung Johannes und der Morgenhahn von MDR Thüringen – Das Radio wurde der Song als „wunderschöne Ballade, die von Sehnsucht und Liebeskummer handelt und den Erfolg der Band endgültig untermauert“ bezeichnet.

## Coverversion
Eine instrumentale Coverversion wurde 1986 von Paul Mauriat veröffentlicht.